# Стерлінг (округ, Техас)
Шаблон:StateAbbr_ 31°49′ пн. ш. 101°03′ зх. д. / 31.82° пн. ш. 101.05° зх. д.
Округ  Стерлінг (англ. Sterling County) — округ (графство) у штаті  Техас, США. Ідентифікатор округу 48431.

## Історія
Округ утворений 1891 року.

## Демографія
За даними перепису 2000 року загальне населення округу становило 1393 осіб, усе сільське. Серед мешканців округу чоловіків було 684, а жінок — 709. В окрузі було 513 домогосподарства, 386 родин, які мешкали в 633 будинках. Середній розмір родини становив 3,15.
Віковий розподіл населення поданий у таблиці:
| Стать    | До 15 років | 15-21 | 22-29 | 30-39 | 40-49 | 50-65 | 65-85 | Понад 85 |
| -------- | ----------- | ----- | ----- | ----- | ----- | ----- | ----- | -------- |
| Чоловіки | 162         | 65    | 42    | 107   | 116   | 103   | 80    | 9        |
| Жінки    | 151         | 78    | 50    | 111   | 110   | 94    | 95    | 20       |

## Суміжні округи
- Мітчелл — північ
- Коук — схід
- Том-Грін — південь
- Рейган — південний захід
- Гласскок — захід
- Говард — північний захід

## Виноски
1. ↑  U.S. Decennial Census. United States Census Bureau. Процитовано 10 травня 2015.
2. ↑  Texas Almanac: Population History of Counties from 1850–2010 (PDF). Texas Almanac. Процитовано 10 травня 2015.
3. ↑  State & County QuickFacts. United States Census Bureau. Архів оригіналу за 6 серпня 2011. Процитовано 24 грудня 2013. [Архівовано 2011-08-06 у Wayback Machine.](англ.) Наведено за англійською вікіпедією.
4. ↑  American FactFinder. Бюро перепису населення США. Архів оригіналу за 26 лютого 2012. Процитовано 31 січня 2008. [Архівовано 2008-05-21 у Wayback Machine.]

| США | Це незавершена стаття з географії США. Ви можете допомогти проєкту, виправивши або дописавши її. |